# Zavine
Zavine so naselje v Občini Zagorje ob Savi.